# Elektrischer Strom
Der elektrische Strom, oft auch nur Strom, ist eine physikalische Erscheinung aus dem Gebiet der Elektrizitätslehre. In der alltäglichen Bedeutung des Begriffs ist damit der Transport von elektrischen Ladungsträgern gemeint, also beispielsweise von Elektronen in  Leitern oder Halbleitern oder von Ionen in Elektrolyten. Diese Form des Stroms bezeichnet man auch als Konvektionsstrom. Er macht sich, wie vom ampereschen Gesetz beschrieben, durch ein magnetisches Feld bemerkbar und führt meist zu einer Erwärmung des Leiters. In einem geschlossenen elektrischen Stromkreis fließt dauerhaft ein Strom, solange zwischen den Anschlüssen der Quelle eine leitende Verbindung besteht. Kurzzeitig fließt nach Anschluss eines Leiters an eine Spannungsquelle auch in einem offenen Stromkreis ein Strom, der den Leiter belädt oder entlädt, bis er auf dem von der Spannungsquelle vorgegebenen Potential ist.
Darüber hinaus zählt man zum elektrischen Strom den Verschiebungsstrom. Dieser entsteht nicht durch Bewegung von Ladungen, sondern wenn ein elektrisches Feld sich zeitlich ändert. Er tritt z. B. zwischen den Platten eines Kondensators beim Be- oder Entladen auf und erzeugt ebenso wie der Konvektionsstrom ein Magnetfeld.
Die physikalische Größe, die den elektrischen Strom bemisst, ist die elektrische Stromstärke. Ihr genormtes Formelzeichen ist das {\displaystyle I} und ihre gesetzliche Einheit das Ampere.

## Geschichte
Bereits Thales von Milet soll im 6. Jahrhundert v. Chr. entdeckt haben, dass Bernstein leichte Körper anzieht, wenn er vorher mit Tüchern gerieben wird. Eine Erklärung dafür konnte er zwar nicht finden, das Wort Elektrizität (vom griechischen „elektron“ für „Bernstein“) weist aber immer noch auf diese antike Entdeckung zurück.
Die technische Nutzung des elektrischen Stromes begann in der Mitte des 19. Jahrhunderts mit der Telegrafie und der Galvanik. Für beide Anwendungen reichte zunächst die Leistung von Batterien aus. Um 1866 fand Werner von Siemens das dynamoelektrische Prinzip und nutzte es bei der Entwicklung des ersten elektrischen Generators, den er als Zündmaschine für die Zündung von Sprengladungen vermarkten konnte. Ab 1880 entwickelten sich diese Generatoren immer mehr zu Großmaschinen, um den Strombedarf der immer größer werdenden Stromnetze befriedigen zu können. In erster Linie dienten diese Netze zur Bereitstellung von elektrischem Strom für die Beleuchtung mit Bogen- und Glühlampen in der Öffentlichkeit und den ersten Privathaushalten. Eine weitere Anwendung des elektrischen Stromes bestand in seinem Einsatz in Leuchttürmen, da die Bogenlampe eine wesentlich höhere Lichtstärke besitzt als die zuvor verwendeten Kerzen oder Petroleumlampen. Infolgedessen entstanden die ersten Kraftwerke, die zunächst noch mit einfachen Wasserturbinen und Dampfmaschinen angetrieben wurden. Seit Beginn des 20. Jahrhunderts stehen leistungsfähige Dampfturbinen zur Verfügung, die bis in die Gegenwart als Kraftmaschinen bei der Stromerzeugung dominieren.
In den letzten Jahren des 19. Jahrhunderts fiel nach dem sogenannten Stromkrieg die Entscheidung zwischen Gleichstrom- und Wechselstromsystem zugunsten des Wechselstroms.

## Formelzeichen
Das übliche Formelzeichen für Strom ist {\displaystyle I}, was vom französischen Ausdruck „intensité du courant“ („Stromstärke“) stammt. Das Symbol {\displaystyle I} wurde bereits von André-Marie Ampère, nach dem die Einheit der elektrischen Stromstärke benannt ist, bei der Formulierung des Ampèreschen Gesetzes (1820) verwendet.

## Physikalische Zusammenhänge
Für quantitative Angaben zum elektrischen Strom verwendet man die physikalische Größe Stromstärke.

### Entstehung des Stromes
Elektrischer Strom kann auf verschiedene Arten entstehen:
- Redoxreaktionen in Batterien,
- Coulombkräfte in elektrischen Feldern, z. B. in Kondensatoren,
- Lorentzkräfte in magnetischen Feldern, z. B. in Generatoren (zur Bereitstellung von 'Strom', womit hier die Versorgung mit elektrischer Energie gemeint ist),
- Mitführung von Ladungsträgern durch eine Strömung (Konvektion), z. B. bei Influenzmaschinen oder in Gewitterwolken (siehe Blitz),
- Diffusion von Ladungsträgern bei Unterschieden in deren Konzentration, z. B. an Grenzschichten von Halbleitern, auch ohne das Vorhandensein von Feldern, als Diffusionsstrom bezeichnet.
- Änderung des Verschiebungsflusses bzw. der Feldenergie in Nichtleitern und den daraus resultierenden Verschiebungsstrom.

### Zusammenhang mit der elektrischen Spannung
Wenn – beispielsweise zwischen den Polen einer Batterie – eine Potentialdifferenz besteht, wird von einer elektrischen Spannung gesprochen. Aufgrund des dann bestehenden elektrischen Feldes wird eine Kraft auf die Ladungsträger ausgeübt; sie erfahren dadurch eine Beschleunigung, wenn sie beweglich sind. Das geschieht beispielsweise, wenn eine Glühlampe über Metalldrähte an die Pole angeschlossen ist. Die Driftgeschwindigkeit der Ladungsträger bei dieser gerichteten Bewegung entsteht im Wechselspiel mit Streuprozessen. Die Stromdichte lässt sich berechnen durch Multiplikation der Driftgeschwindigkeit mit der Raumladungsdichte.

Stromkreis mit Spannungsquelle: Stromstärke

Der Driftstrom wächst trotz der Beschleunigung nicht beliebig an; bei einer gegebenen Spannung {\displaystyle U} stellt sich eine begrenzte Stromstärke {\displaystyle I} ein. Diese Beobachtung wird mit einem elektrischen Widerstand {\displaystyle R} erklärt. Definiert wird er durch das Verhältnis
{\displaystyle R=U/I}.
In vielen Leitermaterialien ist die Stromstärke bei konstanter Temperatur proportional zur Spannung. In diesem Fall wird der Zusammenhang als ohmsches Gesetz bezeichnet, bei dem der Proportionalitätsfaktor {\displaystyle R} von der Spannung und Stromstärke unabhängig ist.
In einem Stromkreis mit einer idealen Spannungsquelle bestimmen deren elektrische Spannung und der Widerstand die konkrete Stromstärke. Hingegen baut bei Verwendung einer idealen Stromquelle deren Stromstärke am Widerstand die konkrete Spannung auf. In der Praxis kommen allerdings Spannungsquellen viel häufiger als Stromquellen vor, wie beispielsweise in Stromversorgungen, weshalb sich der konkrete Wert der elektrischen Stromstärke nach dem Verbraucher (genauer: dessen Widerstand) richtet.

### Stromleitung in Metallen
In Metallen sind ein Teil der Elektronen, die sogenannten Leitungselektronen, nicht jeweils an ein bestimmtes Atom gebunden, sondern „gehören“ allen Atomen gemeinsam, siehe metallische Bindung. Nach dem Drude-Modell ist die Leitfähigkeit von Metallen proportional zur Dichte der Leitungselektronen und ihrer Beweglichkeit. Realistischer ist das Bändermodell.

### Ionenleiter
Der Stromtransport ist bei einem Ionenleiter an einen stofflichen Transport von beweglichen, elektrisch positiv oder negativ geladenen Atomen oder Molekülen (also Ionen) gebunden. Das unterscheidet diese Leiter von Leitern 1. Klasse wie den Metallen, in denen die Elektronen den elektrischen Strom tragen. Als Ionenleiter kommen vor allem ionisierte Gase und elektrisch leitfähige Flüssigkeiten in Frage. Man nennt diese Ionenleiter Elektrolyte oder Plasma. Auch Festkörper können Ionenleiter sein, siehe Festelektrolyt.
Bei Ionenleitern kommt es bei Gleichstrom im Gegensatz zu Metallen im Regelfall zu einer stofflichen Veränderung des elektrischen Leiters. Dieser Effekt wird bei der Elektrolyse ausgenutzt. Solche chemischen Vorgänge können die Beschaffenheit des Leiters so verändern, dass sich die elektrolytische Leitfähigkeit allmählich ändert. Ist ein solcher Materialtransport (beispielsweise bei einer Gasentladung) unerwünscht, kann er durch Wechselstrom weitgehend unterbunden werden.

### Wirkungen des Stromes
Das Auftreten eines elektrischen Stromes äußert sich durch folgende Wirkungen:
- Wärmewirkung (siehe beispielsweise Stromwärmegesetz)
- magnetische Wirkung (siehe beispielsweise Elektromagnetismus),
einschließlich Kraftwirkung in eigenem oder äußerem Magnetfeld (siehe beispielsweise Elektromagnet, Elektromotor, Elektronenstrahl)
- chemische Wirkung (siehe beispielsweise Elektrochemie),
einschließlich elektrochemische Wirkung in lebenden Organismen (siehe beispielsweise Elektrophysiologie)
- Lichtwirkung (siehe beispielsweise Leuchtdiode, Leuchtstofflampe, Lichtbogen)

### Flächenleistungsdichte

Poynting-Vektor um einen stromdurchflossenen Draht. Der Poynting-Vektor zeigt auf den Draht, was zeigt, dass Energie aus den Feldern in den Draht fließt (und dort als Wärme dissipiert).

Die lokale Flächenleistungsdichte in einem elektrischen Stromkreis wird durch das Feld der Poynting-Vektoren beschrieben. Die Betrachtung des Poynting-Vektors führt letztendlich auf die vom Ohmschen Gesetz bekannte Verlustleistung {\displaystyle P=U\cdot I} am inneren Widerstand des Leiters und eröffnet, dass die elektrischen und magnetischen Felder {\displaystyle {\vec {E}},{\vec {B}}} für den Transport der Energie verantwortlich sind (und nicht alleinig der Transport geladener Teilchen im elektrischen Strom).

## Technische Stromarten

### Gleichstrom
Als Gleichstrom (englisch direct current, abgekürzt DC) wird jener elektrische Strom bezeichnet, der über die Zeit seine Richtung und Stärke nicht ändert, also zeitlich konstant ist.
Praktisch alle elektronischen Geräte im Haushalt wie Radio- und Fernsehempfänger, Computer oder auch die Steuerungen heutiger Waschmaschinen benötigen für ihre Stromversorgung Gleichstrom. Aber auch in der Energietechnik werden Gleichströme eingesetzt, beispielsweise in der Schmelzflusselektrolyse zur Aluminiumgewinnung, für gut drehzahlregelbare Gleichstrommotoren (inzwischen zunehmend durch Stromrichter und Asynchronmotoren ersetzt), als Zwischenkreis in Stromrichtern, in Sendeanlagen und in Kraftfahrzeug-Bordnetzen.
Gleichstrom kann durch Gleichrichter aus Wechselstrom gewonnen werden. Diese werden daher überall dort eingesetzt, wo Gleichstrom benötigt wird, aber nur der Wechselstrom des öffentlichen Stromnetzes zur Verfügung steht. Seltener, weil erheblich teurer, verwendet man auch direkte Gleichstromquellen, wie z. B. galvanische Zellen und photovoltaische Zellen. Kuriose Sonderfälle ohne technische Bedeutung sind elektrische Maschinen, die direkt ohne Gleichrichter mittels der Unipolarinduktion Gleichstrom herstellen können.

### Wechselstrom
Bei Wechselstrom (englisch alternating current, abgekürzt AC) kommt es zu einer periodischen Änderung der Stromrichtung. Jede Periode besteht aus aufeinanderfolgenden Zeitspannen mit positiven und negativen Augenblickswerten, die sich zu einer mittleren Stromstärke null ergänzen. Ausschlaggebend für den Erfolg des Wechselstroms zum Energietransport war, dass die Spannung mit Hilfe von Transformatoren sehr einfach geändert werden kann. Alle öffentlichen Stromversorgungsnetze werden mit Wechselspannung betrieben,– in Europa und vielen weiteren Ländern mit der Netzfrequenz 50 Hz, in anderen Teilen der Welt 60 Hz, siehe Länderübersicht Steckertypen, Netzspannungen und -frequenzen.
Eine besondere Form von Wechselstrom ist der Dreiphasenwechselstrom (umgangssprachlich Stark-, Dreh- oder Kraftstrom), wie er in öffentlichen Stromnetzen zur elektrischen Energieverteilung großer Leistungen Verwendung findet. Diese Stromart ermöglicht besonders einfach gebaute und robuste Elektromotoren.
Weitere Beispiele für Wechselstrom
- Fahrradlichtmaschine (einige 100 Hz)
- Audiosignale (20 … 20.000 Hz)
- Antennenkabel (MHz bis GHz)

### Mischstrom

Oben: Gleichstrom gemäß Definition, teilweise als „reiner Gleichstrom“ verdeutlicht;
darunter: Mischstrom aus Gleichrichtung, teilweise als „pulsierender Gleichstrom“ bezeichnet

Eine Kombination aus Wechselstrom und Gleichstrom wird Mischstrom genannt. Dabei kommt es nicht unbedingt zu einer Richtungsänderung des Mischstromes, sondern der zeitlich konstante Gleichstromanteil wird durch den zusätzlich aufgebrachten Wechselstrom in seiner Stärke periodisch geändert (pulsierender Gleichstrom). Dieser Mischstrom tritt beispielsweise bei Gleichrichtern auf und wird mit Glättungskondensatoren oder Glättungsdrosseln in Netzteilen geglättet. Der dabei übrigbleibende (meist unerwünschte) Wechselanteil wird als Restwelligkeit bezeichnet, die mit einer Brummspannung verkoppelt ist.
Weitere Beispiele für Mischstrom
- analoges Telefon (Gleichstrom + Rufton oder Audiosignal)
- Tonaderspeisung (Gleichstrom + Audiosignal)
- Pulsdauermodulations-Signal (die Pulsdauer verändert den Mittelwert)

## Eingeprägter Strom
Von einem eingeprägten Strom spricht man, wenn die Stromstärke in einem weiten Bereich unabhängig vom Wert des Lastwiderstands ist. Dabei kann es sich um Gleichstrom oder um Wechselstrom beliebiger Frequenz und Kurvenform handeln.
Sogenannte Labornetzteile verfügen sowohl über eine einstellbare Begrenzung der Ausgangsspannung als auch über eine einstellbare Begrenzung der Ausgangsstromstärke und weisen so eine Rechteckkennlinie auf. Welche der beiden Begrenzungen erreicht wird, hängt von der Größe der Belastung ab. Wenn beispielsweise die Begrenzungen auf 30 V und 1,0 A eingestellt sind, dann wird bei einem Lastwiderstand von über 30 Ω (bis zum Leerlauf) die Spannungsbegrenzung erreicht. Ändert sich der Widerstand innerhalb des angegebenen Bereichs, so ändert sich nur die Stromstärke entsprechend. Die davon unverändert bleibende Spannung bezeichnet man als eingeprägte Spannung. Bei einem Lastwiderstand von weniger als 30 Ω (bis zum Kurzschluss) wird die Strombegrenzung erreicht. Ändert sich der Widerstand innerhalb des angegebenen Bereichs, so ändert sich nur die Spannung, die sich dazu passend auf Werte unterhalb von 30 V einstellt, während der trotz Belastungsänderung unverändert fließende Strom einen eingeprägten Strom darstellt.

## Elektrischer Strom im Alltag
Elektrischer Strom dient in Alltag und Haushalt zur Energieversorgung zahlreicher elektronischer, elektrischer und elektromechanischer Geräte und Anlagen aller Größen, von beispielsweise Armbanduhren bis zu Fahrstühlen. Typischerweise wird er bei kleinen Geräten von einer ins
Gerät eingelegten Batterie direkt geliefert, bei großen über das Stromnetz von einem Elektrizitätswerk. In den Industriestaaten ist das gesamte Leben von Bezug und Umformung dieser Energieform durchdrungen.

### Stromverbrauch
Der umgangssprachliche Ausdruck „Strom verbrauchen“ ist, ähnlich wie der Ausdruck „Energieverbrauch“, physikalisch gesehen nicht richtig. Denn aufgrund der Ladungserhaltung fließt genau der Strom, der in ein Gerät hinein fließt, auch wieder hinaus – sofern das Gerät nicht als Ganzes entweder positiv oder negativ aufgeladen wird. Gemeint ist mit Stromverbrauch in aller Regel die elektrische Energie, die von einem elektrischen Bauelement, Stromkreis oder Gerät umgesetzt wird, oft auch pro Zeitspanne gerechnet, also die elektrische Leistung.

### Auswirkungen des elektrischen Stroms auf den Menschen
Schädigungen durch elektrischen Strom können durch Erregung elektrisch reizbarer Strukturen von Nerven- und Muskelgewebe oder durch die Folgen der bei Stromeinwirkung möglichen Wärmeentwicklung entstehen.
Obwohl die Stromstärke pro Fläche – also die elektrische Stromdichte – und deren Einwirkdauer für die Auswirkungen eines Stromunfalls verantwortlich ist, wird oft die Spannung als Gefahrenquelle angegeben, da sich mithilfe des ohmschen Gesetzes über den Körperwiderstand die Stromstärke bzw. Stromdichte im Körper berechnen lässt. Der Weg des elektrischen Stroms (also beispielsweise rechte Hand – Fuß) ist dabei maßgeblich für die Gefährlichkeit der Spannung, bei einem kürzeren Weg wie etwa Brust – Rücken können geringere Spannungen lebensgefährlich werden. Zusätzlich gibt die Höhe der Spannung Auskunft über den erforderlichen Mindestabstand zu blanken, nicht isolierten Hochspannungsleitungen.
Elektrische Wechselströme im Bereich der Netzfrequenz sind ab 0,5 mA für den menschlichen Organismus spürbar und bei höheren Stromstärken über 10 mA, die länger als 2 s einwirken, gefährlich, für Kinder möglicherweise bereits tödlich. Gleichströme sind ab 2 mA spürbar und ab 25 mA, die länger als 2 s einwirken, gefährlich. Man spricht dann auch von einem Stromschlag.
Diese und folgende Werte gelten jedoch nur, wenn sich der Strom über den Körperwiderstand im Körper verteilt und nicht z. B. auf den Herzmuskel konzentriert; bei Elektroden unter der Haut gelten sehr viel kleinere Werte. Bei intensivmedizinischen Eingriffen direkt am Herzen bzw. Herzmuskel können auch wesentlich geringere Stromstärken Herzkammerflimmern auslösen.
Die anschließende Tabelle gibt die Gefährlichkeit von Wechselstrom von 50–60 Hz wieder:
| Stromstärke  | Dauer          | physiologische Auswirkungen |
| ------------ | -------------- | --- |
| unter 0,5 mA | beliebig lange | Wahrnehmbarkeitsschwelle: Unter diesem Wert sind elektrische Wechselströme für den Menschen nicht wahrnehmbar.                                                      |
| unter 10 mA  | über 2 s       | Es treten im Allgemeinen keine pathophysiologischen Wirkungen auf.                                                                                                  |
| unter 200 mA | unter 10 ms    | Es treten im Allgemeinen keine pathophysiologischen Wirkungen auf.                                                                                                  |
| unter 100 mA | über 500 ms    | Starke unwillkürliche Muskelreaktionen, die zu dauerhaften Schäden führen können.                                                                                   |
| unter 1 A    | unter 200 ms   | Starke unwillkürliche Muskelreaktionen, die zu dauerhaften Schäden führen können.                                                                                   |
| über 100 mA  | über 500 ms    | Zusätzlich zu starken unwillkürlichen Muskelreaktionen, die zu dauerhaften Schäden führen können, tritt Herzkammerflimmern mit Wahrscheinlichkeit von über 1 % auf. |
| über 1 A     | unter 200 ms   | Zusätzlich zu starken unwillkürlichen Muskelreaktionen, die zu dauerhaften Schäden führen können, tritt Herzkammerflimmern mit Wahrscheinlichkeit von über 1 % auf. |

Bei elektrischen Energieversorgungsnetzen und vor allem Bereiche und Anlagen, die mit Hochspannung betrieben werden, wie etwa Umspannwerke, Freileitungen, aber auch Oberleitungen für Bahnen, kommen auch Stromunfälle durch Spannungsüberschläge und Lichtbögen vor. Der Stromunfall mit Lichtbogeneinwirkung ist fast ausnahmslos zusätzlich mit Verbrennungen verbunden und es entstehen in der Brandwunde meist toxische Verbrennungsprodukte.
Außerdem führen Hochspannungsunfälle (bei ausreichender Stromstärke) häufiger und rascher zu einem Herz- und Kreislaufstillstand.
Elektrostatische Entladungen können Menschen verletzen oder töten. Besonders bei einem Gewitter besteht ein Risiko, direkt vom Blitz getroffen zu werden. Die Stromstärken reichen von etwa 2 kA bis über 100 kA. Die Entladungsdauer beträgt meist einige 100 μs. Durch die hohe Flankensteilheit des Blitzstromes treten Skineffekte auf, deren Folgen von völliger Unversehrtheit bis hin zu schweren Verbrennungen auf der Körperoberfläche mit Todesfolge reichen können. Ein weiterer Effekt ist das Auftreten von hohen Berührungsspannungen durch Naheinschläge von Blitzen.

## Elektrischer Strom in der Natur
Jenseits der Zivilisation tritt elektrischer Strom unter anderen auf:
- atmosphärische Entladungen als Blitze bei einem Gewitter
- Geomagnetisch induzierter Strom in der Erde nach einem Magnetischen Sturm infolge einer Sonneneruption (bis einige 100 A in Stromnetzen)
- Zitterfische wie Zitterrochen und Zitteraal erzeugen elektrischen Strom zur Verteidigung (1 bis 50 A)[14]
- aktive und passive Orientierung und Kommunikation von Lebewesen (siehe Elektrische Orientierung)
- bioelektrochemische Prozesse wie Erregungsleitung in Nervenzellen (pA bis nA, siehe auch Hirnströme) und einigen pflanzlichen Parenchymzellen[15], aber auch Erzeugung und Verarbeitung von Impulsen bei Sinnes- und Muskelzellen[16]